# Meyrieu-les-Étangs
Meyrieu-les-Étangs is een gemeente in het Franse departement Isère (regio Auvergne-Rhône-Alpes) en telt 764 inwoners (2005). De plaats maakt deel uit van het arrondissement Vienne.

## Geografie
De oppervlakte van Meyrieu-les-Étangs bedraagt 8,5 km², de bevolkingsdichtheid is 89,9 inwoners per km².
De onderstaande kaart toont de ligging van Meyrieu-les-Étangs met de belangrijkste infrastructuur en aangrenzende gemeenten.

## Demografie
Onderstaande figuur toont het verloop van het inwonertal (bron: INSEE-tellingen).

1. ↑  Populations de référence 2022.